# Calamagrostis sesquiflora
Calamagrostis sesquiflora là một loài thực vật có hoa trong họ Hòa thảo. Loài này được (Trin.) Tzvelev mô tả khoa học đầu tiên năm 1964.